# Gasterocome sinicaria
Gasterocome sinicaria là một loài bướm đêm trong họ Geometridae.